# Rent förbannat
Rent förbannat är ett dubbelalbum med Ulf Lundell som lanserades den 3 oktober 2012. Albumet gick direkt upp på förstaplatsen på Sverigetopplistan, och listnoterades även på norska VG-lista. Kort efter det att albumet släppts framförde Lundell låten "Är vi lyckliga nu?" i TV-programmet Skavlan.

## Låtlista

### CD 1
1. Redan där
2. Är vi lyckliga nu?
3. Jag kan inte andas här längre
4. Dom fyras gäng
5. Nattvakten stjäl
6. Moln utan minnen
7. Arbete och bostad
8. Eld i berget
9. Mitt ansikte
10. Hur lång är en tyst minut?
11. Skiten vinner
12. 79%

### CD 2
1. Gordon Gekko
2. FBL II
3. Rent förbannat
4. Snart kommer pöbeln
5. Jesus var en röst i natten
6. Sjörövar-Jennys sång
7. Mellan havet och rymden
8. Fula pojkar
9. Schabbelbabbel
10. Kom fram ur skuggorna
11. Vi blir äldre
12. Exil

## Medverkande musiker
- Ulf Lundell - sångare, gitarr, kompositör, textförfattare, producent
- Surjo Benigh - bas
- Andreas Dahlbäck - trummor, slagverk
- Marcus Olsson - piano, elpiano
- Jens Frithiof - gitarr
- Janne Bark - gitarr
- Stefan Sundström - tekniker

## Listplaceringar
| Lista (2012-2013) | Topplacering |
| ----------------- | ------------ |
| Norge             | 13           |
| Sverige           | 1            |

### Fotnoter
1. ↑  ”Rent förbannat”. Hitparad. http://norwegiancharts.com/showitem.asp?interpret=Ulf+Lundell&titel=Rent+f%F6rbannat&cat=a. Läst 15 november 2012.
2. ↑  ”Rent förbannat”. Hitparad. http://hitparad.se/showitem.asp?interpret=Ulf+Lundell&titel=Rent+F%F6rbannat&cat=a. Läst 15 november 2012.